# Ludbreg vára
Ludbreg vára egy középkori vár volt Horvátországban, a Varasd megyei Ludbreg városában. Ma a Batthyány család 1745 és 1753 között épített barokk kastélya áll a helyén.

## Fekvése
Ludbreg vára a város központjában a mai Batthyány-kastély körül állt. Nyomait ma csak a kastély mellett északra és keletre találjuk, ahol egy temető maradványai láthatók.

## Története

### Előzmények
Ludbreg a Bednja folyó kanyarulatában fekszik, amelyet Kalnička és Toplička gora hegyei védenek és zárnak el, és ahol az őskori, ókori és középkori utak keresztezték egymást. Az ókorban a római Iovia városa állt a mai Ludbreg helyén. A középkor folyamán az egykori Iovia közelében négy várat is építettek. Az első a közeli Filipsberg dombja alatt állt ott, ahol ma halastó található. A második a Bednja jobb partján a mai Ludbregtől mintegy fél kilométerre északkeletre, a harmadik a Bednja bal partján Sigeca falutól nyugatra, míg a negyedik Ludbreg középkori vára volt, melyet később klasszicista udvarházzá építettek át. Ezeket a várakat víz vette körül. A védőárkokból kidobott földből sáncot építettek, melyet cölöpökkel, kerítésekkel és deszkákkal erősítettek meg, és amelyek mögött a közösség élete zajlott, egyúttal veszély esetén menedékül szolgáltak. A várak többségét már hosszú évszázadokkal ezelőtt elhagyták, kivéve Ludbreget, mely a mai Ludbreg belvárosa helyén állt. A vár alapítását a 11. vagy a 12. századra tehetjük, de azt semmilyen írásos dokumentum nem támasztja alá. Az évszázadok alatt különféle korszerűsítéseket és átépítéseket végeztek rajta, amint az a 15. században is történt, amikor síkvidéki vizivárrá építették át. A várat falak és tornyok erősítették és túlélte a török háborúkat is. A népi hagyomány a várat egy másik várral kötötte össze, mely a Gradišćak-dombon állt és romjai még a 19. század második felében is láthatók voltak. A hagyomány úgy tartotta, hogy a két várat földalatti folyosó kötötte össze, melyet természetesen hiába kerestek.

### Ludbreg vára a középkorban
Ludbreg első említése IV. Béla király 1244. október 14-én Segesden kelt oklevelében történt, melyből kiderül, hogy a 13. század elején királyi birtok volt. 1226 óta Szlavóniával és Dalmáciával együtt Béla öccse Kálmán herceg volt az ura egészen 1242-ig, amikor belehalt a muhi csata során szerzett sebeibe. Ivan Bočkaj, aki az első világháború után rövid történelmet írt Ludbreg mezővárosáról a körmedi Batthyány hercegek irattárának adatai alapján megemlíti, hogy a 13. században ezt az uradalmat a Palisnai és a Bakonjić család birtokolta, de ezekről a családokról nincs más adat.
A 14. században a Lugbregi család birtokaként jelentős településsé vált. 1320-tól Ludbregi Péter fia Miklós az ura, aki Károly Róbert támogatójaként sokat harcolt a Kőszegiekkel. Szolgálataiért a király a Ludbreg melletti Černec birtokával és a tárnokmesteri ranggal jutalmazta meg. A király egyik legfőbb bizalmasa lett. Ludbreg plébániáját már az elsők között 1334-ben Ivan főesperes statutumában említik. 1360-ban a Ludbregiek eltűnnek innen és tíz évvel később már Csúz János horvát bánt találjuk birtokában. Halála után a birtokot fiai örökölték és utódai egészen 1442-ig birtokolták. Ekkor Csúz Miklós fia István az uradalmat Rohonci Nagy Andrásnak és feleségének adta el. Ők 26 évi uralmuk alatt nem hagytak maradandó nyomot a város történetében.
1468-ban Ludbreg a Thuróczy család birtoka lett, kiknek uralma alatt a város kereskedelmi központtá vált. Hetivásárait évszázadokon át szerdai napokon tartották és a további fejlődést csak a török terjeszkedés gátolta meg. A Thuróczy család a 16. században és a 17. század elején volt az uradalom birtokosa. A család első kiemelkedő személyisége Thuróczy Bernát, aki Corvin János idejében horvát bánhelyettes volt, aki 1496-ban II. Ulászló királytól címert kapott, mely később Ludbreg címerének az alapja lett. Ő érte el, hogy X. Leó pápa 1513-ban Ludbreget búcsújáróhellyé nyílvánítsa. Bernátot fia János követte, aki 1527-ben a Habsburgok ellenfeleként jelent meg a történelem szinpadán. A Szapolyai Jánost támogatók horvátországi vezetője Frangepán Kristóf modrusi gróf volt, akinek Thuróczy János a leghűségesebb támogatója volt. Nem szerette a Habsburgokat, de amikor Frangepán a Varasd ostromakor kapott sebeiben meghalt, hűséget kellett fogadnia nekik (1527), így megtarthatta birtokait.

### A vár török háborúk idejében
Amikor 1532-ben I. Szulejmán oszmán szultán serege áthaladt ezen a területen a környező falvak mind elpusztultak, de a vár ostromára idő hiányában nem került sor. 1548-ban, hogy megvédjék Szlavóniát a török csapatok betörésétől létrehozták a kaproncai kapitányságot, mely alá Ludbreg is tartozott. Az őrséget a stájer herceg fizette és ő adta a kapitányt is, de a város még mindig a Thuróczyak birtokában volt. 1556-ban Thuróczy János fia István húsz lovast adott a határvédelem szolgálatába. Ludbreg védelmi lánc egyik legfontosabb vára volt mivel ellenőrizte a drávamenti útvonalat.
1555-ben Johann von Ungnad szlavóniai kapitány a horvát parlament előtt kijelenti, hogy Ludbreg fontos erőd, ezért alaposan át kell építeni, „mert már önmagában is szétesik”. Ludbreg ebben az időben kettős uralom alatt volt, egyrészt a Thuróczyak, másrészt a határőrvidék katonai parancsnokai részéről. A vár és a város azonban kitartott, még Ulama pasa török portyázói sem foglalták el. Lakói ugyanakkor sokat szenvedtek a várban állomásozó zsoldosok fosztogatásaitól, akik elrabolták az embereket, a szarvasmarhákat, az ételt, a veteményeken lovakat legeltettek, sőt a szegény parasztok ruháit is elvették. Az emberek végül kétségbe estek. Az éhező, tönkrement parasztok 1572-ben megtámadták Ludbreg várát, de akciójuk tragikus véget ért.
Thuróczy Benedek és János idejében 1590 körül a török határ felől keleti rítusú keresztények kezdtek letelepedni a város körül, ezzel növekedett a Thuróczyak katonai ereje. A 16. század végére a Thuróczyak lettek Horvátoszág egyik legerősebb nemesei. Legfőbb birtokaik Ludbreg, Belec és Vinica jól védettek voltak a török támadásokkal szemben. Thuróczy Benedek ott volt az 1606-os zsitvatoroki békekötésnél is, majd 1615-ben a II. Mátyás király kinevezte horvát bánná. 1616-ban ereje teljében érte a halál. Gyermekei közül csak Borbála élte túl, aki 1618-ban Erdődy Péter bán unokájához Farkashoz ment feleségül. Így 1635-től Ludbreg is az Erdődyek birtoka lett. A család utolsó tagja Erdődy Ferenc császári kamarás 1694-ben 36 évesen halt meg. 1695-ben Ludbreg a Batthyányak birtoka lett. Ebben az időszakban épültek a település ma is látható műemlékei.

### Ludbreg a Battyányiak uralma alatt
Az első Batthyány aki Ludbreg ura lett Batthyány Ádám horvát bán volt, aki Strattmann Eleonóra grófnőt vette feleségül, ezért leszármazottaik a Batthyány-Strattmann nevet viselték. Ádám gróf 1680-ban kiűzte a törököt Kanizsáról, majd felszabadította a Drávamentét és 1703-ban hunyt el. Fiai Lajos és Károly különösen szoros kapcsolatot építettek ki a Habsburg-házzal. Lajosnak, mint Mária Terézia kancellárjának és nádorának sikerült meggyőznie a magyar és a horvát nemeseket, hogy vérüket és pénzüket a királynő trónjáért áldozzák fel, Károly pedig horvát bánként vezette a horvát csapatokat az örökösödési háborúba. Szolgálataikért bőséges jutalomban részesültek. Károly a Szent Római Birodalom hercege lett, Lajos pedig a nádori tisztséget nyerte el. A királynő 1742-ben kelt oklevelében a családot megerősítette Ludbreg birtokában, melyre ezután külön figyelmet fordítottak. 1745 és 1753 között felépíttették a reprezentatív barokk Batthyány-kastélyt. 1753-ban a Szent Vér ereklyét őrző Szent Kereszt kápolna falait és kupoláját a kanizsai Packai Mihállyal nagyon szép freskókkal festtették ki. Idős korában, amikor már visszavonult birtokai csendjébe, Lajos gróf gyakran időzött Ludbregben. Amikor Lajos 1765-ben meghalt a birtokot legidősebb fia Ádám Vencel örökölte, aki szintén sokat időzött itt feleségével Illésházy Teréziával, aki nagybátyja távollétében innen gyakran igazgatta Horvátországot. Amikor 1772-ben Károly herceg utód nélkül hunyt el a hercegi címet az elsőségi jog alapján Batthyány Ádám örökölte. Gazdag mecénásként támogatásával számos értékes műemlék épült ebben az időben. 1787-ben Ádámot fia II. Lajos követte az uradalom uraként, aki nagy munkába kezdett a régi ludbregi várban azzal a szándékkal, hogy a kastélyt korszerű klasszicista kastéllyá alakíttassa át. 1800-ban lebontották a vár tornyát és a város körüli tornyokat, hogy fel tudjanak építeni a kastélyra egy harmadik emeletet. A munkálatok Fülöp herceg (aki 1815-től volt Ludbreg tulajdonosa) idejében folytatódtak. Ekkor temették be a vár körüli védőárkokat. Nyomait ma csak a kastély mellett északra és keletre találjuk, ahol egy temető maradványai láthatók.